# 1940 în informatică
- 1939 în informatică — 1940 în informatică — 1941 în informatică

1940 în informatică a însemnat o serie de evenimente noi notabile:

## Evenimente
- 8 ianuarie: La Laboratoarele Bell, Samuel Williams și George Stibitz construiesc un calculator capabil să realizeze calcule cu numere complexe. Aparatul este numit inițial Complex Number Calculator, iar mai târziu devine cunoscut sub numele de Bell Labs Model 1. Costul de producție a fost de 20000 de dolari americani.[1]

## Nașteri
- 1 aprilie: Dan Farcaș, matematician, informatician, scriitor român